# 楊碧川
楊 碧川（よう へきせん）は台湾の独立運動家、歴史研究者、思想家。ペンネームは楊默夫、高伊哥。
1970年、高校在学中に飛虹盟事件に関係して、国民党政府から「政府転覆の意図あり」とされ、緑島の政治犯収容所緑島感訓監獄で七年間服役した。このため、「火焼島大学」卒業と自ら称することがある。出獄後は引き続き反国民党運動に参加した。台湾独立を最高の理念とする、民進党新潮流系「十八飛鷹」の一人である。

## 参考
- zh.wikipedia.org楊碧川